# Nijinsky (film)
Nijinsky è un film del 1980 diretto da Herbert Ross.